# Aglycyderinae
Sous-famille
Les Aglycyderinae sont une sous-famille d'insectes coléoptères de la famille des Belidae.

## Liste des genres
Selon ITIS:
- genre Aglycyderes Westwood, 1864
- genre Aralius Kuschel, 1990
- genre Proterhinus Sharp, 1878